# أندرو تشين
أندرو تشين (بالإنجليزية: Andrew Chinn)‏ هو رسام أمريكي، ولد في 1915، وتوفي في 1996.